# Csíkszereda Miercurea-Ciuc
Csíkszereda Miercurea-Ciuc – rumuński klub piłkarski z siedzibą w mieście Miercurea-Ciuc, w środku kraju, grający od sezonu 2025/26 w Liga I.

## Historia
Chronologia nazw:
- 1904: Csíkszereda
- 1914: klub rozwiązano
- 1919: AEF din Miercurea Ciuc
- 1940: Csíkszeredai TE
- 1944: Minerul Miercurea Ciuc
- 1971: AS Miercurea Ciuc
- 1976: IUPS Miercurea Ciuc
- 1978: Tractorul Miercurea Ciuc
- 1987: Rapid Miercurea Ciuc
- 2000: klub rozwiązano
- 2010: CSM (VSK) Miercurea Ciuc
- 2012: FK Csíkszereda Miercurea-Ciuc

Klub Piłkarski Csíkszereda został założony w Miercurea-Ciuc w 1904 roku, kiedy Transylwania była jeszcze częścią Austro-Węgier.  Zespół był amatorski i nie odniósł większych sukcesów na szczeblu krajowym.
Po zakończeniu I wojny światowej miasto stało się częścią Królestwa Rumunii, a klub został reaktywowany w 1919 roku na wyższym poziomie profesjonalizmu pod nazwą Asociația de Educație Fizică din Miercurea Ciuc (w skrócie AEF din Miercurea Ciuc). Ale kolejne lata okazały się równie bezowocne jak poprzednio dla klubu, który nie mógł osiągnąć znaczących wyników w niższych rumuńskich ligach.
W sierpniu 1940 roku Królestwo Węgier w wyniku Drugiego Arbitrażu Wiedeńskiego zaanektowało północną Transylwanię, w tym miejscowość Miercurea-Ciuc, a klub zaczął występować w mistrzostwach Węgier pod węgierską nazwą Csíkszeredai Testnevelési Egylet (Stowarzyszenie Wychowania Fizycznego w Csíkszereda). W sezonie 1943/44 zespół występował w trzeciej lidze, Nemzeti Bajnokság III, gdzie zajął ostatnie 5.miejsce w grupie Székelyföld. W kolejnym sezonie 1944/45, w wyniku reorganizacji systemu ligowego, klub został zakwalifikowany do rozgrywek w drugiej lidze, podzielonej na 16 regionalnych dywizji. Rozgrywki zostały jednak przerwane z powodu przesunięcia frontu podczas II wojny światowej. Anektowany region został zajęty przez wojska rumuńskie w 1944 roku i przyznany Królestwu Rumunii po zakończeniu wojny.
W 1944 roku klub został przemianowany na Minerul Miercurea Ciuc i potem grał w jednym z okręgów Campionatul Districtual (D4). W sezonie 1967/68 zespół zajął ostatnie 12.miejsce w Seria II Regiunea Mureș. Tak jak w następnym sezonie nastąpiła reorganizacja systemu lig, klub został zakwalifikowany do rozgrywek Campionatul Județean Harghita (D4). W sezonie 1969/70 zespół wygrał mistrzostwa hrabstwa, ale potem przegrał w barażach o awans z Forestierul Târgu Secuiesc (1:3, 0:2). W następnym sezonie 1970/71 znów został mistrzem hrabstwa i tym razem bezpośrednio awansował do Divizii C. W 1971 roku klub zmienił nazwę na Asociatia Sportiva Miercurea Ciuc. Jednak sam pobyt w trzeciej lidze trwał zaledwie jeden sezon i po zajęciu przedostatniego 13.miejsca w Seria XII spadł na czwarty poziom. W kolejnym sezonie po wygraniu mistrzostw hrabstwa Harghita wrócił po roku nieobecności do Divizii C. W 1976 po spadku do Campionatul Județean Harghita, klub przyjął nazwę IUPS Miercurea Ciuc, od nazwy głównego sponsora IUPS (Întreprinderea de Utilaje și Piese de Chimb), fabryki pod bezpośrednim zarządem reżimu komunistycznego. W sezonie 1976/77 został mistrzem hrabstwa i następnie po wygraniu w barażach z IJIL Piatra Neamț (6:1, 1:1) powrócił do Divizii C. W 1978 roku IUPS stał się spółką zależną Uzina Tractorul Brașov, a drużyna piłkarska poszła w ślady swojego głównego sponsora i zmieniła nazwę na Tractorul Miercurea Ciuc. W 1988 roku, po pięcioletniej przerwie, zespół ponownie awansował do Divizii C, tym razem pod nazwą Rapid Miercurea Ciuc. Sezon 1988/89 był historyczny dla Rapidu, który zajął najwyższe w swojej dotychczasowej historii 3.miejsce w Seria X Divizii C. Ale w 1992 roku nastąpiła redukcja liczby drużyn w Divizii C i chociaż zespół zajął 5.miejsce w Seria VIII, był zmuszony opuścić trzeci poziom rozgrywek. W sezonie 1992/93 zwyciężył najpierw w grupie Harghita Divizii D, a potem w barażach 4:0 i 1:0 Laminorul Roman, i po roku powrócił do Divizii C. W kolejnych latach 90. XX wieku klub często balansował między trzecią a czwartą ligą. W 2000 roku drużyna po raz kolejny spadła do Divizii D, ale co zaskakujące, klub został włączony przez Rumuński Związek Piłki Nożnej na sezon 2000/01 do Divizii C. Latem 2000 roku, z powodu braku funduszy, klub wycofał się z rozgrywek przed rozpoczęciem sezonu i został rozwiązany.
W 2010 roku klub został reaktywowany, tym razem pod nazwą CSM Miercurea Ciuc, znanym także po węgiersku jako VSK Csíkszereda. Po zajęciu 2.miejsca w Liga IV w sezonie 2010/11, zespół wygrał mistrzostwo okręgu Harghita w sezonie 2011/12, ale przegrał baraż o awans do trzeciej ligi z wynikiem 1:5 z CSM Făgăraș. Latem 2012 roku klub zmienił nazwę na FK Miercurea Ciuc, znany również po węgiersku jako FK Csíkszereda. Pod wodzą byłego zawodnika Rapidu Bukareszt i FC Brașov, Róberta Ilyésa, który w 2013 roku został mianowany grającym menedżerem drużyny, drużyna ponownie wygrała grupę Harghita Ligi IV, ale przegrała dramatycznie 2:3 w czasie dodatkowym baraż o awans z Mureșul Luduș. Po wygraniu trzeciego sezonu z rzędu Ligi IV, w grupie Harghita, zespół ostatecznie awansował pod koniec sezonu 2013/14, po zwycięstwie w barażach 2:0 nad ASF Zărnești. Również w 2013 roku klub nawiązał współpracę z Puskás Akadémia FC, członkiem NB I, w wyniku której powstała Akademia Piłkarska Ziemi Székely. Pierwszy sezon spędzony w trzeciej lidze, po 14 latach przerwy, zakończył się dla klubu zajęciem 6.miejsca, a w następnym sezonie 2015/16 zespół awansował na piątą pozycję. Sezon 2016/17 przyniósł duży sukces, klub zajął 3.miejsce, wyrównując tym samym swój najlepszy wynik z 1989 roku. W następnym sezonie 2017/18 poprawił rekord, zajmując drugie miejsce w Serii I Ligi III. Latem 2018 roku Rumuński Związek Piłki Nożnej przeniósł drużynę z pierwszej serii (region Mołdawii) do piątej serii (region Transylwanii). Ostatecznie zespół zwyciężył w Serii V Ligi III i awansował do Ligi II, po raz pierwszy w 115-letniej historii klubu.
W debiutowym sezonie 2019/20 na drugim poziomie zespół zajął 17.lokatę w Lidze II. W następnym sezonie 2020/21 drużyna osiągnęła najlepszy wynik w swojej historii, docierając do baraży drugiej ligi i kończąc je na 5. miejscu, jeden punkt za miejscem dającym bezpośredni awans do pierwszej ligi. W kolejnych trzech sezonach zajmował miejsca od szóstego do 11 i potem walczył w Grupie A barażów Ligi II. W sezonie 2024/25 klub najpierw zwyciężył w rundzie podstawowej Ligi II a potem zajął trzecie miejsce w play-off i zdobył historyczny awans do Ligi I.

## Barwy klubowe, strój, herb, hymn
|  |  |

Klub ma barwy czerwono-czarne. Piłkarze domowe spotkania zazwyczaj grają w czerwonych koszulkach, czarnych spodenkach oraz czerwonych getrach.

## Sukcesy

### Trofea międzynarodowe
Do chwili obecnej klub jeszcze nigdy nie zakwalifikował się do rozgrywek europejskich.

### Trofea krajowe
| \| \| Zdobyte trofea w rozgrywkach Rumunii (stan na: 31-05-2025) \| |                                                            |      |          |
| Rozgrywki                                                           | Osiągnięcie                                                | Razy | Sezon(y) |
| · Mistrzostwo                                                       | I miejsce                                                  | 0    |          |
| · Mistrzostwo                                                       | II miejsce                                                 | 0    |          |
| · Mistrzostwo                                                       | III miejsce                                                | 0    |          |
| Puchar                                                              | zdobywca                                                   | 0    |          |
| Puchar                                                              | finalista                                                  | 0    |          |
| Puchar                                                              | ćwierćfinalista                                            | 1    | 2018/19  |
| II liga                                                             | I miejsce                                                  | 0    |          |
| II liga                                                             | II miejsce                                                 | 0    |          |
| II liga                                                             | III miejsce                                                | 1    | 2024/25  |
| Rumunia                                                             | Zdobyte trofea w rozgrywkach Rumunii (stan na: 31-05-2025) |      |          |

- Divizia C / Liga III (D3):
  - mistrz (1x): 2018/19 (Seria V)
  - wicemistrz (1x): 2017/18 (Seria I)
  - 3.miejsce (2x): 1988/89 (Seria X), 2016/17 (Seria I)

- Divizia D / Liga a IV-a - județul Harghita (D4):
  - mistrz (14x): 1969/70, 1970/71, 1972/73, 1976/77, 1984/85, 1985/86, 1987/88, 1992/93, 1995/96, 1996/97, 1998/99, 2011/12, 2012/13, 2013/14
  - wicemistrz (4x): 1968/69, 1983/84, 1994/95, 2010/11

- Cupa României - județul Harghita:
  - zwycięzca (3x): 2011/12, 2012/13, 2013/14
  - finalista (1x): 2010/11

## Poszczególne sezony

### Rozgrywki międzynarodowe

#### Europejskie puchary
Nie uczestniczył w rozgrywkach europejskich.

### Rozgrywki krajowe
| \| Rumunia \| Bilans występów klubu w rozgrywkach piłkarskich Rumunii (Stan na 31 maja 2025 r.) \| \| |                                                                                   |        |       |   |   |   |    |    |     |                                                                                |        |        |      |
| Poziom                                                                                                | Rozgrywki                                                                         | Sezony | Mecze | Z | R | P | B+ | B– | Pkt | Lata                                                                           | Awanse | Spadki | Naj. |
| I | Campionatul de Fotbal / Divizia A / Liga I                                        | 0      |       |   |   |   |    |    |     | od 2025                                                                        | 0      | 0      | ?    |
| II | Divizia B / Liga II                                                               | 6      |       |   |   |   |    |    |     | 2019–2025                                                                      | 1      | 0      | 3    |
| III                                                                                                   | Divizia C / Liga III                                                              | 22     |       |   |   |   |    |    |     | 1971/72, 1973–1976, 1977–1983, 1988–1992, 1993/94, 1997/98, 1999/00, 2014–2019 | 1      | 7      | 1    |
| IV | {{{liga}}}                                                                        | 22+    |       |   |   |   |    |    |     | 19??–1971, 1972/73, 1976/77, 1983–1988, 1992/93, 1994–1997, 1998/99, 2010–2014 | 7      | 0      | 1    |
| | Puchar Rumunii                                                                    | 14+    |       |   |   |   |    |    |     | od 1993                                                                        |        |        | 1/4  |
| Rumunia                                                                                               | Bilans występów klubu w rozgrywkach piłkarskich Rumunii (Stan na 31 maja 2025 r.) |        |       |   |   |   |    |    |     |                                                                                |        |        |      |

| \| Węgry \| Bilans występów klubu w rozgrywkach piłkarskich Węgier (Stan na 31 maja 2025 r.) \| \| |                                                                                  |        |       |   |   |   |    |    |     |           |        |        |      |
| Poziom                                                                                             | Rozgrywki                                                                        | Sezony | Mecze | Z | R | P | B+ | B– | Pkt | Lata      | Awanse | Spadki | Naj. |
| I                                                                                                  | NB I / PLASZ I. osztály / NB I                                                   | 0      |       |   |   |   |    |    |     |           |        |        |      |
| II                                                                                                 | NB II / Székelyföldi körzet / NB II                                              | 1      |       |   |   |   |    |    |     | 1944/45   | 0      | 0      | 5    |
| III                                                                                                | NB III                                                                           | 2      |       |   |   |   |    |    |     | 1942–1944 | 1      | 0      | 4    |
| IV                                                                                                 | Megye I.                                                                         | 0      |       |   |   |   |    |    |     |           |        |        |      |
| | Puchar Węgier                                                                    | 0      |       |   |   |   |    |    |     |           |        |        |      |
| Węgry                                                                                              | Bilans występów klubu w rozgrywkach piłkarskich Węgier (Stan na 31 maja 2025 r.) |        |       |   |   |   |    |    |     |           |        |        |      |

## Piłkarze, trenerzy, prezydenci i właściciele klubu

### Piłkarze

#### Aktualny skład zespołu
Stan na 1 lipca 2025.
| Nr | Poz. | Piłkarz         |
| -- | ---- | --------------- |
| 1  | BR   | Márk Karácsony  |
| 3  | OB   | Raul Palmeș     |
| 5  | OB   | Dávid Kelemen   |
| 7  | NA   | Benjamin Babati |
| 8  | PO   | Szilárd Vereș   |
| 9  | NA   | Jozef Dolný     |
| 10 | PO   | Soufiane Jebari |
| 11 | PO   | Anderson Ceará  |
| 13 | PO   | Attila Csürös   |
| 15 | PO   | Ervin Bakoș     |
| 17 | PO   | Erwin Bloj      |
| 18 | NA   | Márton Eppel    |
| 19 | OB   | János Ferenczi  |
| 20 | PO   | Efraim Bödő     |

| Nr | Poz. | Piłkarz                      |
| -- | ---- | ---------------------------- |
| 22 | NA   | Alexander Torvund            |
| 23 | OB   | János Nagy                   |
| 24 | OB   | János Hegedűs                |
| 25 | OB   | Lóránd Bencze                |
| 33 | BR   | Máté Simon                   |
| 53 | PO   | Botond Szondi                |
| 77 | PO   | Peter Gál-Andrezly (kapitan) |
| 79 | NA   | Szabolcs Szalay              |
| 80 | PO   | Bálint Szabó                 |
| 90 | PO   | Szabolcs Szilágyi            |
| 94 | BR   | Eduard Pap                   |
| 96 | PO   | Ramon Erdei                  |
| 97 | PO   | Bence Végh                   |
| 98 | NA   | Alpár Gergely                |

### Trenerzy
...
- 22.09.2013–30.06.2017:  Róbert Ilyés
- 01.07.2017–09.09.2017:  Attila Vágó
- 10.09.2017–30.06.2018:  László Balint
- 01.07.2018–14.03.2022:  Valentin Suciu
- 15.03.2022–30.11.2022:  Francisc Dican
- 30.11.2022–24.01.2023:  Csaba László
- 25.01.2023–14.03.2023:  Werner Bürger
- 14.03.2023–19.03.2023:  Barna Bajko (p.o.)
- od 19.03.2023:  Róbert Ilyés

## Struktura klubu

### Stadion
Drużyna rozgrywa swoje mecze domowe w Miercurea-Ciuc na stadionie miejskim, który może pomieścić 2480 widzów. 

## Kibice i rywalizacja z innymi klubami

### Kibice
Klub ma liczną rzeszę kibiców w Miercurea-Ciuc, a zwłaszcza w okręgu Harghita. Chociaż klub nie posiada grupy ultras, „czerwono-czarni” cieszą się dużym wsparciem lokalnej społeczności, co tworzy atmosferę entuzjazmu podczas meczów u siebie. Fani FK Csíkszereda uważają kibiców Sepsi Sfântu Gheorghe (Székely Légió) za sojuszników, a kibice obu drużyn mieli okazję wspierać się nawzajem podczas ważnych meczów. Podczas meczów zazwyczaj eksponują flagi Seklerszczyzny i Węgier.

### Rywalizacja
Największymi rywalami klubu są inne zespoły miasta oraz okolic. Nie ma wielu poważnych rywali, ale istnieje lokalny, mało decydujący pojedynek z AFC Odorheiu Secuiesc.

### Derby
- Constructorul Miercurea Ciuc
- Tricotajul Miercurea Ciuc
- CSȘ Miercurea Ciuc